# Памятник В. А. Антонову-Овсеенко (Чернигов)
Памятник В. А. Антонову-Овсеенко — снятый с государственного учёта памятник монументального искусства местного значения в Чернигове.

## История
Решением исполкома Черниговского областного совета народных депутатов от 17.11.1980 № 551 присвоен статус памятник монументального искусства местного значения с охранным № 73 под названием Памятник В. А. Антонову-Овсеенко — советскому военному и общественному деятелю, дипломату.
Был расположен в «комплексной охранной зоне памятников исторического центра города», согласно правилам застройки и использования территории.
9 февраля 2015 года вследствие акта вандализма были демонтированы бюсты Антонову-Овсеенко и Подвойскому с постаментов на Аллее Героев; перенесены на хранение в исторический музей.
Руководствуясь Законом Украины «Про осуждение коммунистического и национал-социалистического (нацистского) тоталитарных режимов на Украине и запрет пропаганды их символики», Приказом Министерства культуры Украины от 04.04.2016 года № 200 (дополнение 13) «Про не занесение объектов культурного наследия в Государственный реестр недвижимых памятников Украины» был снят с государственного учёта.

## Описание
В 1973 году на Аллее Героев — напротив дома № 19 улицы Ленина (магазин «Янтарь») — был установлен памятник в честь российского революционера, советского государственного и военного деятеля, уроженца Чернигова Владимира Александровича Антонова-Овсеенко. В период 1980—2015 годы одна из улиц Чернигова носила название в честь Антонова-Овсеенко.
Памятник представляет собой бронзовый бюст размером три натуры, установленный на постаменте из цельного гранитного блока (лабрадорита), который являет собой четырёхугольную тумбу (3 м × 0,7 м × 0,7 м), отполированную с двух фасадных сторон и грубо обтёсанную — с тыловых. Памятник поставлен на четырёхугольный стилобат (1 м × 0,9 м × 0,15 м). На передней плоскости постамента высечены надписи «Володимир Олександрович Антонов-Овсієнко» и «1883 1938», на левом торце внизу высечена надпись (заглавными): «Видатний державний військовий діяч Радянської України» («Выдающийся государственный военный деятель Советской Украины»).
Авторы: скульптор — Народный художник УССР А. П. Скобликов, архитекторы — Б. П. Семеняк, В. М. Устинов.